# نظام ويندوز الفرعي للينكس
نظام ويندوز الفرعي للينكس (بالإنجليزية: Windows Subsystem for Linux)‏، هو طبقة توافقية لتشغيل برمجيات نظام التشغيل مفتوح المصدر جنو/لينكس على ويندوز 10 ومايكروسوفت ويندوز سيرفر 2019. أعلنت مايكروسوفت إضافة نواة لينكس كاملة ضمن هذه الطبقة، وهي إصدراة النواة 4.19 ذات الدعم الطويل.

## نظرة عامة
يقدم Windows Subsystem for Linux واجهة نواة متوافقة مع لينكس طورتها مايكروسوفت (كانت في بادئ الأمر لا تتضمن كود نواة لينكس، لكن أعيد تصميمها مع تقديم WSL2) ويمكن استخدام هذه الواجهة لتشغيل برمجيات مساحة المستخدم من مشروع جنو GNU، مثل برمجيات أبونتو، أبون سوزه، كالي لينكس وغيرها. وهذه الواجهة يمكن أن تتضمن صدفة باش ولغة أوامر بالإضافة إلى أدوات سطر الأوامر الأصلية في نظام لينكس مثل sed وawk ومفسرات للغات البرمجة مثل بايثون وروبي وغيرها، وكذلك يمكن تشغيل واجهة مستخدم رسومية.